# Гибралтарский университет
Гибралтарский университет (англ. University of Gibraltar) — высшее учебное заведение, присуждающее учёную степень, созданное правительством Гибралтара в соответствии с Законом об университете Гибралтара 2015 года. Главный министр Гибралтара Фабиан Пикардо назвал основание университета «достижением совершеннолетия» для британской заморской территории.
Главный кампус университета находится на мысе Европа, самой южной части Гибралтарской скалы, среди отреставрированных бывших военных зданий.
В соответствии со стандартами Великобритании ряд дисциплин, предлагаемых для исследований и изучения, включает бизнес и менеджмент, историю и культуру, образование, естественные науки и окружающую среду, здоровье и спорт. Также предлагается ряд профессиональных курсов, ориентированных на бизнес, включая бухгалтерский учёт, налоги Гибралтара и право.
Университет является членом ряда академических и международных организаций, в том числе Ассоциации университетов Содружества (ACU).

## Лидерство и управление

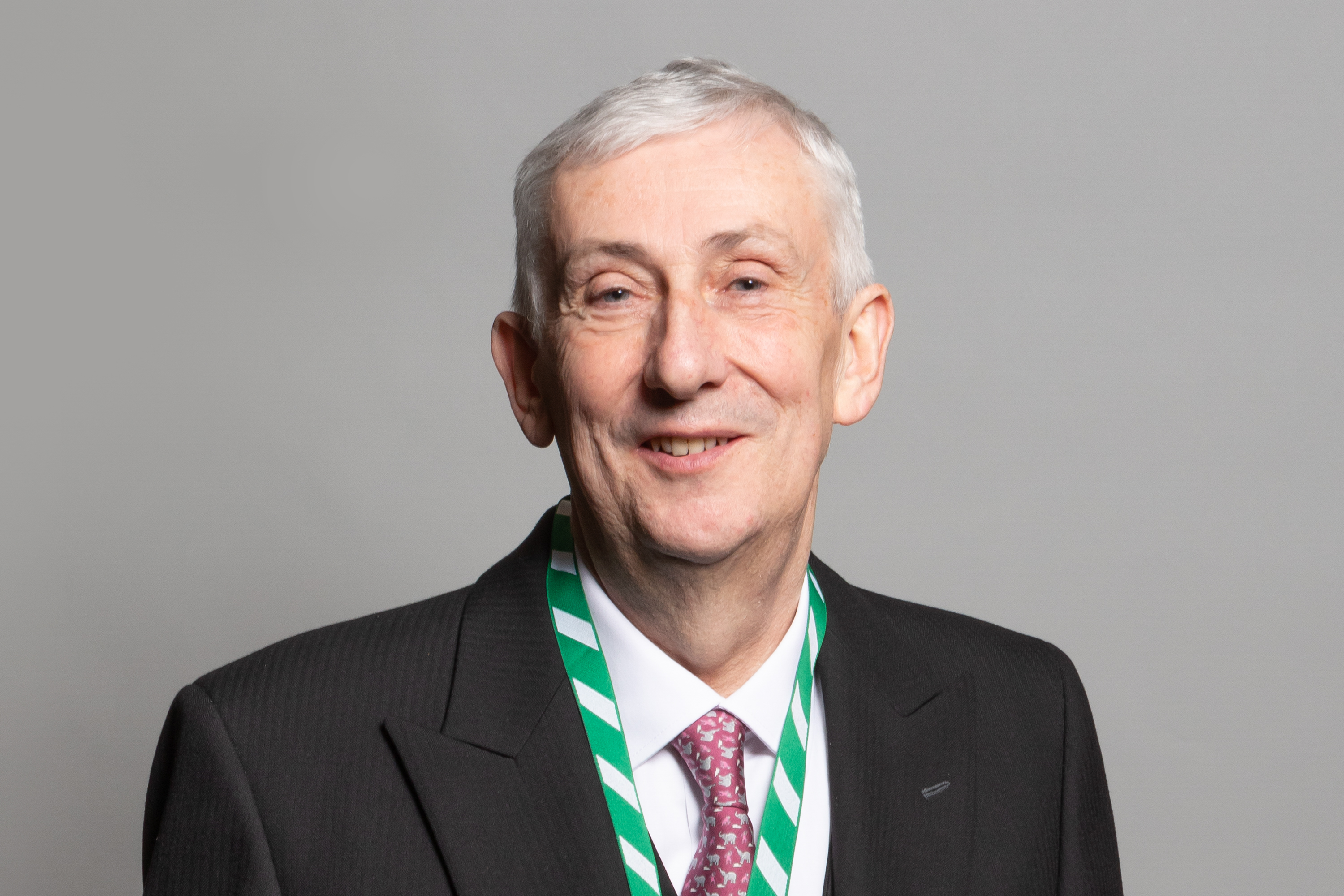
Сэр Линдси Хойл, ректор Гибралтарского университета

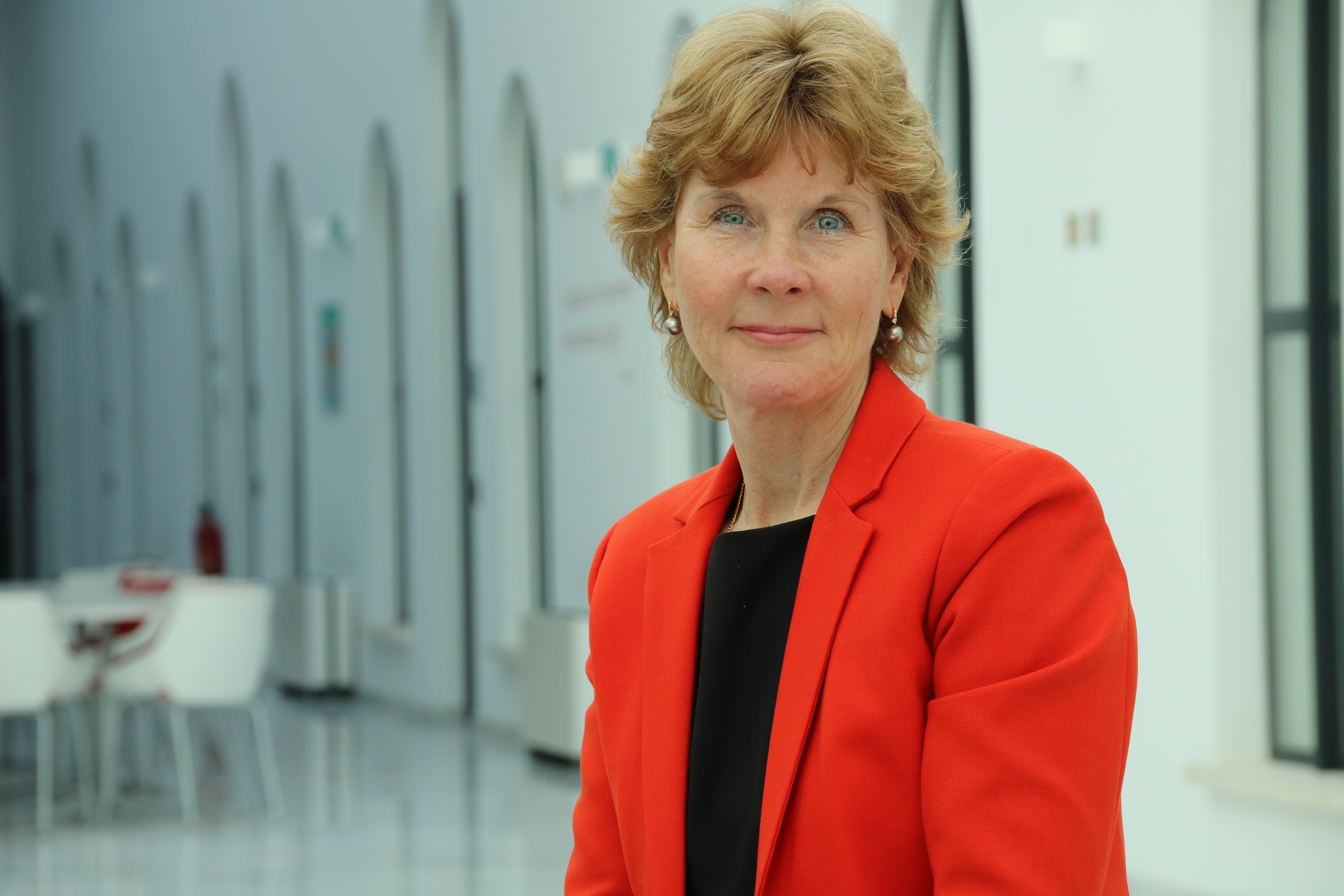
Профессор Кэтрин Бахледа, вице-ректор Гибралтарского университета

Формальным главой университета (в значительной степени церемониальная роль) является его ректор, в настоящее время сэр Линдси Хойл (спикер палаты общин в британском парламенте). Вице-канцлер, профессор Кэтрин Бахледа, отвечает за общее управление университетом при поддержке Исполнительного комитета, состоящего из старших оперативных сотрудников и директоров. Есть ряд советов и комитетов, участвующих в руководстве и управлении университетом.
Совет управляющих университета контролирует управление, администрацию и контроль над имуществом, доходами и бизнесом Гибралтарского университета. Учёный совет, созданный в соответствии с Положениями Гибралтарского университета (Академический совет) 2018 года, осуществляет академическое управление университетом.

## Программы и курсы
Гибралтарский университет предлагает ряд программ бакалавриата в области бизнеса, ухода за больными и морских наук; программы последипломного образования в области бизнеса, образования и морских наук; и программы исследовательского уровня.
Гибралтарский университет также предлагает ряд краткосрочных курсов и курсов повышения квалификации.

### Стипендии
Ряд стипендий принимается или предоставляется непосредственно университетом, в том числе стипендии Parasol для будущих бакалавров делового администрирования (BBA), Гибралтарские стипендии Содружества, стипендии Европы, а также стипендии правительства Гибралтара для резидентов.

## Исследования
В университете пять основных исследовательских центров:
- Институт Гибралтара и Средиземноморья
- Институт жизни и наук о Земле
- Институт педагогики
- Школа последипломной медицины
- Центр передового опыта в ответственной игре

### Профессора Beacon
Beacon Professor — это редкое почётное звание, символически представленное маяком на мысе Европа, которое присуждается лицам, чьё положение в их областях знаний предположительно служит «маяком» для других. Нынешние профессора-маяки:
- Дэвид Абулафия
- Джон Кортес[англ.]
- Клайв Финлейсон[англ.]

### Библиотека Parasol и Гибралтарский репозиторий
Помимо предоставления библиотечных и информационных услуг и учебных помещений для исследователей и студентов, библиотека является домом для репозитория Гибралтара. Библиотеки ассоциированных кампусов университета и другие местные коллекции являются членами Форума библиотек Гибралтара (GLF), которые вместе разрабатывают Репозиторий Гибралтара — совместный онлайн-портал для своих коллекций, связанных с Гибралтаром. Любой материал о Гибралтаре или написанный гибралтарцем на любую тему может быть добавлен в репозиторий.

## История
Кампус университета находится на мысе Европа на Гибралтарской скале.
Самыми ранними жителями этого района были неандертальцы, а близлежащий комплекс пещер Горама, который они занимали, является объектом Всемирного наследия ЮНЕСКО. В мифологии Гибралтар — один из Геркулесовых столбов, стоящий на месте, где Атлантический океан встречается со Средиземным морем.
Существуют археологические свидетельства того, что мыс Европа, конец известного мира в классические времена, был местом, где совершались ритуальные подношения, в том числе в финикийский период. Сегодня это место по-прежнему имеет религиозное значение, о чём свидетельствует наличие средневекового Святилища Богоматери Европы (построенного на месте мечети XIV века) и мечети Ибрагим-аль-Ибрагим, открытой в 1997 году.
Военное наследие на этом месте включает батарею Хардинга с 12,5-дюймовой 38-тонной пушкой RML 1870-х годов. Батарея, долгие годы погребённая под насыпью песка, была реконструирована в 2010 году, а её подземные складские помещения превратились в центр для посетителей с информационными панелями об истории района.
Ещё одна выдающаяся особенность этого места с видом на Гибралтарский пролив, имеющая символическое значение для университета, — маяк мыса Европа. Это самый южный маяк, которым управляет Тринити-хаус. Когда в 2016 году он был автоматизирован, оптическая линза Френеля второго порядка 1950-х годов была подарена университету и выставлена в главном вестибюле.

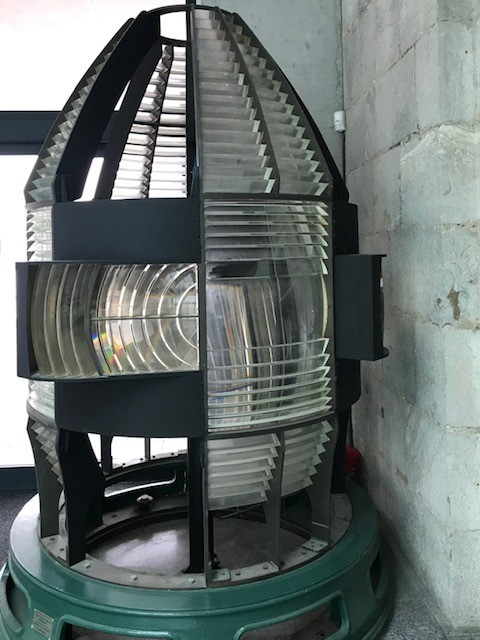
Оптическая линза Френеля второго порядка теперь выставлена в Гибралтарском университете.

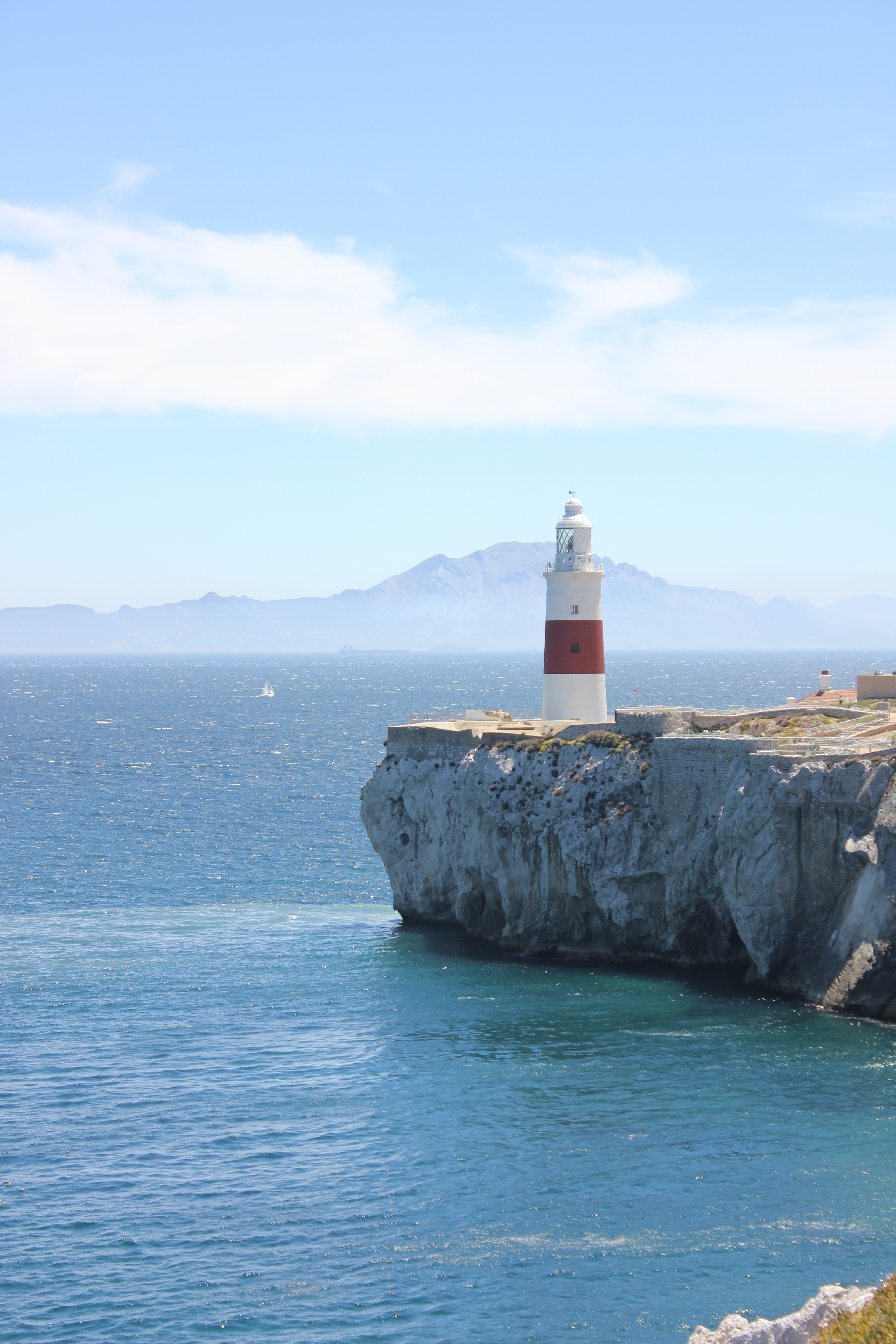
Маяк мыса Европа.

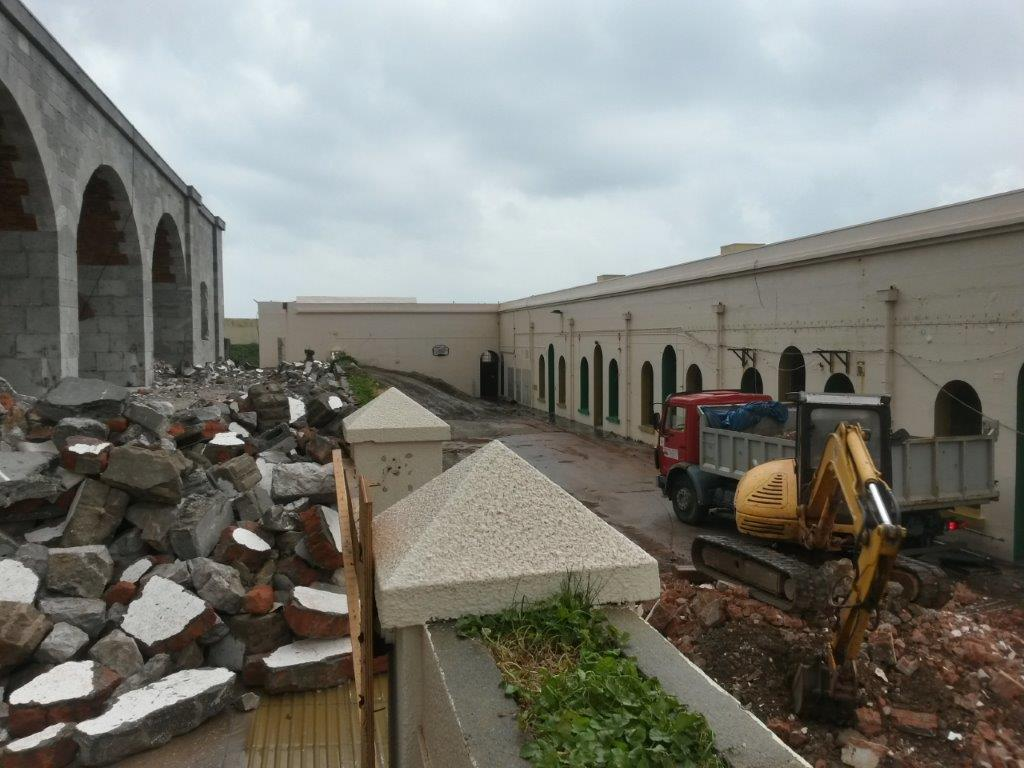
Атриум до ремонта.

Здания университетского городка мыса Европа были частью южной обороны Гибралтарской скалы. Взрывобезопасные казармы, в которых сейчас размещаются основные помещения университета, были построены Королевскими инженерами в 1841 году и имеют искусно выполненные сводчатые потолки из терракотовой кирпичной плитки, поддерживаемые массивными квадратными колоннами из известняка. Одни только подоконники имеют толщину более метра (ярда). Блоки из тёсаного камня, использованные при строительстве, вероятно, были привезены из Португалии. Используется более грубая кладка из местного известняка. Когда-то отделённая открытым пространством, вторая обороняемая казарма, встроенная в саму защиту дамбы, образует самую южную часть кампуса. После периода использования в качестве школы в 1980-х годах здания перестали использоваться до тех пор, пока не был реализован амбициозный план восстановления и развития, направленный на то, чтобы превратить это место в дом для первого университета Гибралтара.
Местные архитекторы Ксавье Озорес Пардо и Педро Карселен Фернандес выиграли конкурс на проектирование, и работа началась в начале 2015 года и была завершена в течение семи месяцев после получения заказа.
Лёгкий и просторный атриум с мраморной черепицей и стеклянной крышей образует центральную часть отремонтированных зданий, объединяя отдельные части в единое целое. Другие дополнения включают интеграцию хозяйственных построек в ряд офисов, окружающих тихий внутренний двор. Реставрационные работы были отмечены, когда университет стал лауреатом премии «Наследие 2015 года» от Фонда наследия Гибралтара. Оригинальные здания внесены в список Закона о наследии и древностях от 2018 года, что обеспечивает их постоянную защиту.

### Герб университета
Герб университета основан на гербе Гибралтара, разработанном Изабеллой I, королевой Кастилии и Леона, и дарованном Гибралтару в 1502 году, с замком и ключом. Девиз университета Scientia est Clavis ad Successum переводится как ‘Знание — ключ к успеху’.

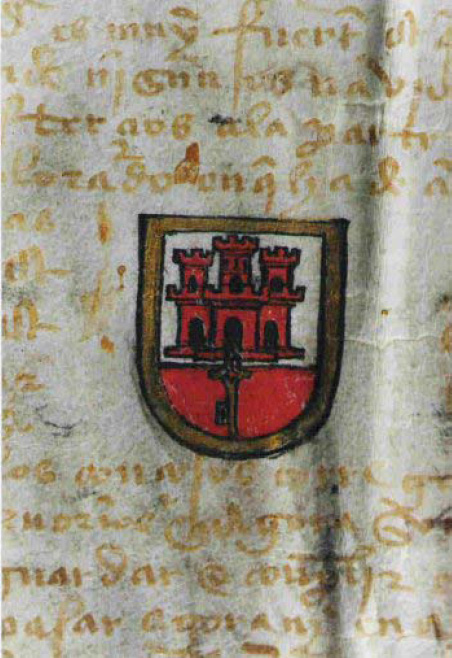
Оригинальный герб, разработанный Изабеллой I, королевой Кастилии и Леона, и дарованный Гибралтару в 1502 году.

### Ректоры и вице-ректоры Гибралтарского университета

#### Ректоры
| 2019 – наст.вр. | Достопочтенный Линдси Хойл                            |
| 2015-2019       | Достопочтенный барон Ричард Льюс (канцлер-основатель) |

#### Вице-ректоры
| 2018 – наст.вр. | Профессор Кэтрин Бахледа   |
| 2015-2018       | Профессор Даниэлла Тилбери |